# Integrativna medicina
Integrativna medicina jest pristup zdravstvenoj skrbi koji kombinira konvencionalnu (zapadnu) medicinu s klinički provjerenim metodama iz komplementarne i tradicionalne prakse. Predstavlja drukčiji pogled na zdravlje i bolest — onaj koji promatra čovjeka kao cjelinu, uključujući tjelesnu, psihološku i duhovnu dimenziju. Nastala je kao odgovor na sve izraženiju potrebu za medicinom koja ne liječi samo simptome, nego istražuje i adresira dublje uzroke bolesti, uključujući način života, emocionalno stanje, stres, okolišne čimbenike i nesvjesne procese.
Temelji se na suradničkom odnosu između pacijenta i zdravstvenog djelatnika, uz naglasak na prevenciju, očuvanje zdravlja i podršku prirodnim procesima ozdravljenja, te naglašava osobni angažman pacijenta u procesu ozdravljenja.
Za razliku od redukcionističkog modela koji tijelo promatra kao skup dijelova, integrativna medicina polazi od međusobne povezanosti svih razina ljudskog bića i zdravlja. Ideja joj nije negirati konvencionalni medicinski pristup, već ga proširiti.

## Potreba
U posljednjim desetljećima, unatoč velikim napretcima konvencionalne medicine, sve se češće uočava njezina ograničenost u liječenju kroničnih i kompleksnih stanja poput autoimunih poremećaja, metaboličkog sindroma, izazova sa začećem, depresije i sindroma kroničnog umora. Mnogi pacijenti osjećaju da njihovi simptomi nisu shvaćeni u širem kontekstu života koji vode, a liječenje često ne uključuje promjene životnog stila, emocionalnu podršku ili dublje uzroke bolesti.
Prema podacima Svjetske zdravstvene organizacije, kronične nezarazne bolesti poput kardiovaskularnih bolesti, karcinoma, kroničnih respiratornih bolesti i dijabetesa predstavljaju najveći teret u svijetu i uzrokuju većinu smrtnih slučajeva globalno.
Istovremeno, više od 80 % tih bolesti može se spriječiti promjenama načina života i ranom intervencijom.
Zdravstveni sustavi troše sve veće resurse: većina zemalja OECD-a (Organizacija za ekonomsku suradnju i razvoj) izdvaja između 10 i 17 % BDP-a za zdravstvo, no unatoč tome, učestalost kroničnih bolesti i opterećenje zdravstvenih sustava i dalje rastu, što ukazuje na ograničenu učinkovitost trenutnog modela skrbi.
Integrativna medicina nastaje i kao odgovor na sve veće nezadovoljstvo redukcionističkim pogledom na ljudsko tijelo — onim koje ga promatra kao stroj koji se popravlja kada se „pokvari“. Nasuprot tome, njezina filozofija utemeljena je na uvjerenju da je svaki simptom signal s dubljim značenjem, a zdravlje se ne promatra samo kao odsustvo bolesti, već kao stanje dinamične ravnoteže u svim aspektima života — fizičkom, emocionalnom, mentalnom i duhovnom.

## Filozofske osnove
Mnogi principi integrativne medicine inspirirani su tisućljetnim medicinskim sustavima poput Ayurvede (tradicionalne indijske medicine) i tradicionalne kineske medicine (TKM). Ti sustavi smatraju da se zdravlje održava kroz dinamičnu ravnotežu unutarnjih i vanjskih čimbenika te da bolest nastaje kada se ta ravnoteža naruši. Tijelo, um i emocije promatraju se kao nerazdvojive cjeline, a terapije se usmjeravaju na dublje uzroke poremećaja, a ne samo na simptome.
Integrativna medicina prepoznaje vrijednost tradicionalnih mudrosti, istražuje ih kroz klinički okvir i evidence-based pristup (pristup temeljen na dokazima) te uključuje njihove elemente kada su sigurni, učinkoviti i primjenjivi u suvremenom kontekstu.

## Hrvatski kontekst
Ideje integrativne medicine usklađene su s načelima koja je još početkom 20. stoljeća zagovarao Andrija Štampar, pionir javnog zdravstva i jedan od osnivača Svjetske zdravstvene organizacije. Štampar je isticao važnost prevencije, edukacije i promicanja zdravlja u zajednici, naglašavajući da je glavno mjesto liječničkog djelovanja tamo gdje ljudi žive, a ne ordinacija.
Njegova načela odražavaju ključne principe integrativne medicine, koja zdravstvenu skrb promatra šire od same bolesti i ordinacijskog tretmana, usmjeravajući se na cjelokupni životni kontekst pacijenta, uključujući stil života, okoliš i emocionalno stanje. Time se nastoji podržati prevencija i održavanje zdravlja, a ne samo liječenje simptoma.

## Značajke
Integrativna medicina:
- kombinira metode moderne medicine s tradicionalnim terapijama iz komplementarne prakse
- koristi pristupe koji imaju znanstvenu osnovu i kliničku opravdanost
- usmjerena je na istraživanje temeljnih uzroka bolesti i razumijevanje bolesti u širem biopsihosocijalnom kontekstu
- njeguje individualizirani, partnerski odnos s pacijentom i aktivno uključuje osobu u proces ozdravljenja
- stavlja naglasak na prevenciju, ravnotežu i osobni angažman u očuvanju zdravlja
- prepoznaje važnost brige o zdravlju zdravstvenih djelatnika, naglašavajući da sustav koji pruža skrb može biti održiv samo ako su i sami pružatelji podržani i uključeni u zdravstvenu kulturu koja njeguje dobrobit.

### Primjeri metoda
U integrativnoj medicini često se koriste:
- prehrambene terapije i dodaci prehrani
- optimizacija tjelesne aktivnosti i kvalitete sna
- biljna medicina (fitoterapija)
- akupunktura
- meditacija, svjesno disanje i joga
- tehnike upravljanja stresom
- psihološka i tjelesna terapija.

### Razlike u odnosu na druge pristupe
Integrativna medicina razlikuje se od:
- alternativne medicine jer ne isključuje konvencionalnu medicinu, već s njom surađuje
- funkcionalne medicine, koja je ideološki vrlo slična, no posebno se fokusira na molekularnu i biokemijsku razinu uzroka bolesti
- holističke medicine, iako s njom dijeli cjeloviti pogled na čovjeka, integrativna medicina naglašava znanstvenu utemeljenost i kliničku primjenu.

Sve ove pristupe povezuje zajednička ideja da je potrebno proširiti okvire zdravstvene skrbi koji su u 20. stoljeću bili definirani dominantnim biomedicinskim modelom — usmjerenim prvenstveno na dijagnozu i liječenje bolesti kroz farmakoterapiju i kirurške metode. Kao reakcija na taj ograničeni pristup, razvijaju se modeli koji zdravlje promatraju cjelovito, s naglaskom na prevenciju, životni stil, emocionalno i duhovno zdravlje te aktivnu ulogu pacijenta u procesu liječenja.

## Primjena u svijetu
U mnogim zemljama integrativna medicina sve više ulazi u zdravstvene sustave, bolnice i sveučilišta, osobito u kontekstu prevencije i liječenja kroničnih bolesti. U Sjedinjenim Američkim Državama integrativni pristup primjenjuju brojni ugledni akademski medicinski centri, uključujući:
- Andrew Weil Center for Integrative Medicine pri Sveučilištu u Arizoni, jedan od prvih i najpoznatijih edukacijskih centara,
- Osher Center for Integrative Health, koji djeluje unutar više prestižnih institucija, uključujući Harvard, UCSF i Northwestern University,
- Mayo Clinic i Cleveland Clinic, koje imaju zasebne odjele za integrativnu medicinu,
- Memorial Sloan Kettering Cancer Center, koji primjenjuje integrativne terapije u onkološkoj skrbi.

U Europi, integrativna medicina postaje sve prisutnija u Engleskoj, Njemačkoj, Švicarskoj, Švedskoj i Nizozemskoj, gdje pojedine bolnice i sveučilišta uključuju akupunkturu, nutricionizam, mindfulness i druge komplementarne pristupe u kliničku praksu.
Također, američki Nacionalni centar za komplementarnu i integrativnu zdravstvenu skrb (NCCIH) djeluje unutar Nacionalnog instituta za zdravlje (NIH) i provodi znanstvena istraživanja te financira projekte edukacije u području integrativne medicine.

## Kritike i izazovi
Integrativna medicina povremeno se suočava s kritikama, osobito kada uključuje terapije koje nisu dovoljno znanstveno istražene ili kada se određeni pristupi koriste izvan konteksta kliničke procjene. Dio stručnjaka iz konvencionalne medicine izražava zabrinutost zbog potencijalnog uključivanja metoda koje nemaju dovoljno čvrste dokaze učinkovitosti, što može dovesti do širenja dezinformacija ili odgađanja primjene dokazanih medicinskih postupaka.
Zbog toga se unutar integrativne medicine snažno naglašava potreba za evidence-based pristupom, odnosno korištenjem terapija čija su sigurnost i djelotvornost potvrđene kliničkim istraživanjima.
Drugi veliki izazov odnosi se na integraciju ovakvog modela u postojeće zdravstvene sustave, koji su često strukturirani oko akutne skrbi, uskog fokusa na pojedine dijelove tijela i ograničenog vremena za pacijente. Individualizirani i cjeloviti pristup zahtijeva više vremena, edukacije i sustavne podrške, kako bi se mogao primijeniti u svakodnevnoj praksi.
Također, za održivu integraciju važno je uzeti u obzir edukaciju zdravstvenih djelatnika, međuprofesionalnu suradnju i promjene u organizaciji zdravstvenih usluga.
Viziju budućnosti ovog pristupa sažima citat dr. Andrewa Weila, jednog od pionira integrativne medicine:
"Naša je nada da jednog dana više nećemo govoriti o integrativnoj medicini – već jednostavno o dobroj medicini."

## Vanjske poveznice
- Andrew Weil Center for Integrative Medicine
- NCCIH – National Center for Complementary and Integrative Health